# Cauna
Cauna ist eine französische Gemeinde mit 423 Einwohnern (Stand 1. Januar 2022) im Département Landes in der Region Nouvelle-Aquitaine (vor 2016: Aquitanien). Die Gemeinde gehört zum Arrondissement Mont-de-Marsan und zum Kanton Chalosse Tursan.
Der Name in der gascognischen Sprache lautet Caunar. Das gascognische Wort cauna bedeutet „Grotte“ oder „Sumpfloch“.
Die Einwohner werden Caunaquois und Caunaquoises genannt.

## Geographie
Cauna liegt ca. 15 km südwestlich von Mont-de-Marsan in der Landschaft Chalosse der historischen Provinz Gascogne.
Umgeben wird Cauna von den Nachbargemeinden:
| Le Leuy           |                                             |        |
| Lamothe Souprosse | Kompassrose, die auf Nachbargemeinden zeigt | Aurice |
|                   | Toulouzette Saint-Sever                     |        |

Cauna liegt im Einzugsgebiet des Flusses Adour am rechten Ufer dieses Flusses. Der Ruisseau de Lacouture und der Ruisseau du Moulin de Barris, rechte Nebenflüsse des Adour, durchqueren ebenfalls das Gebiet der Gemeinde.

## Geschichte
Funde von geschliffenen Äxten aus der Jungsteinzeit belegen eine frühe Besiedelung des Landstrichs. Die Gemeinde wurde erstmals im 13. Jahrhundert in den Schriften erwähnt und war die Jahrhunderte hindurch durch seine berühmte Familie de Cauna bekannt. Das erste Mitglied, das erwähnt wurde, war Jean de Cauna, Bischof von Dax im Jahre 1203, der Richard Löwenherz beim Dritten Kreuzzug bis nach Palästina begleitete. Ein anderes Familienmitglied, Arnaud de Cauna, machte im Jahre 1356 von sich reden, als er an der Schlacht von Poitiers teilnahm. 1364 wurde er zum Seneschall von Marsan ernannt. Jean de Cauna, Abt der Abtei Saint-Sever im 15. Jahrhundert, beteiligte sich am Neubau der Abtei im Jahre 1430. Bei der Belagerung von Tartas stand ein Mitglied der Familie auf der Seite der Engländer und übergab im Jahre 1442 das befestigte Dorf an den französischen König Karl VII. Die Gemeinde konnte sich den Ereignissen der Fronde im 17. Jahrhundert nicht entziehen. Sie war im Juni 1653 Schauplatz einer Konfrontation zwischen den Parteien des französischen Königs Ludwig XIV. und dem Prince de Condé.

### Einwohnerentwicklung
Nach Beginn der Aufzeichnungen stieg die Einwohnerzahl bis zur Mitte des 19. Jahrhunderts auf einen Höchststand von fast 800 Einwohnern. In der Folge sank die Größe der Gemeinde bei kurzen Erholungsphasen bis zu den 1980er Jahren auf ein Niveau von rund 390 Einwohnern, bevor mit der Jahrtausendwende ein moderates Wachstum einsetzte, das heute noch andauert.
| Jahr      | 1962 | 1968 | 1975 | 1982 | 1990 | 1999 | 2006 | 2010 | 2022 |
| --------- | ---- | ---- | ---- | ---- | ---- | ---- | ---- | ---- | ---- |
| Einwohner | 428  | 406  | 401  | 390  | 389  | 389  | 402  | 421  | 423  |

## Sehenswürdigkeiten

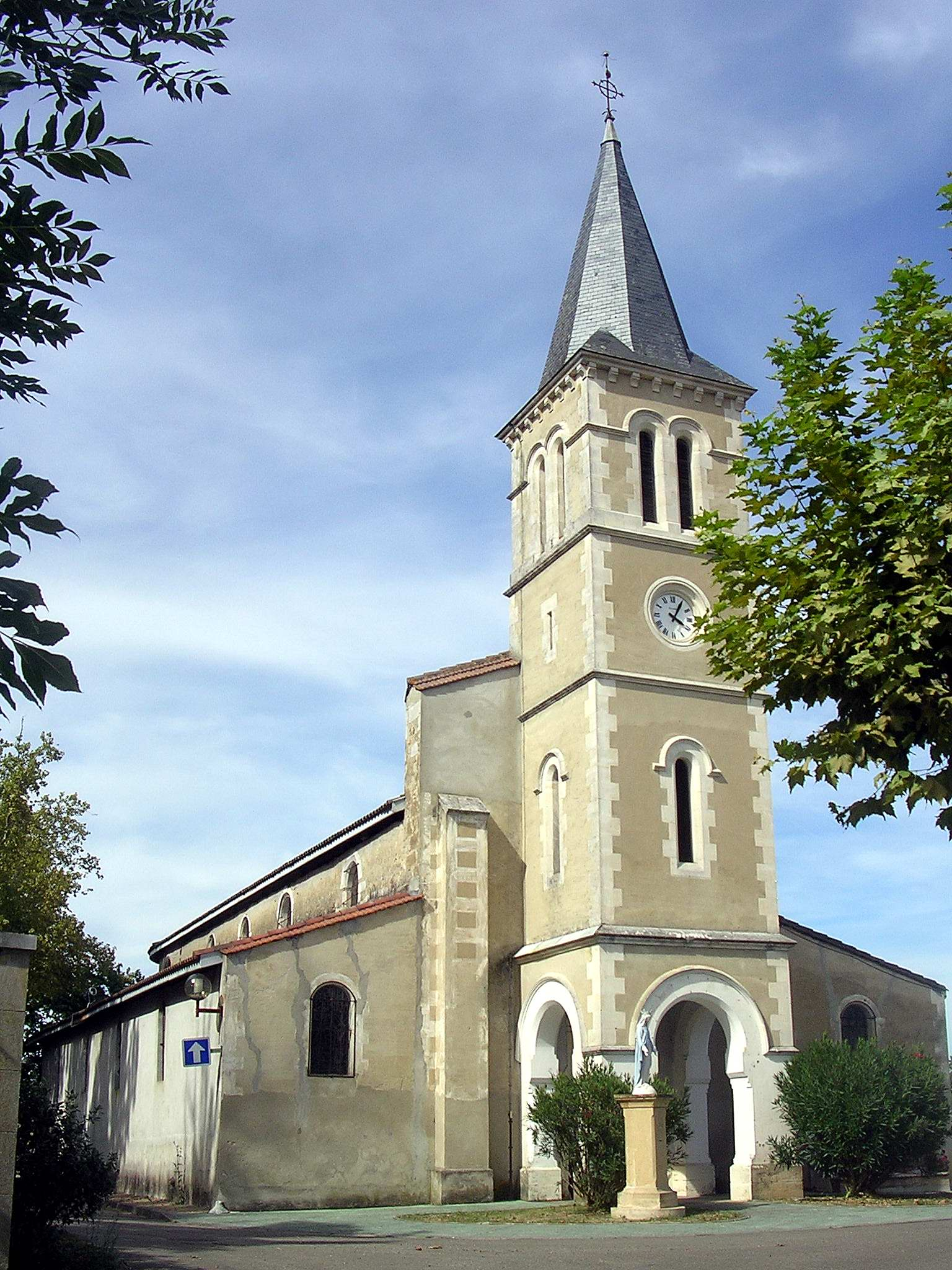
Pfarrkirche Saint-Barthélémy

- Pfarrkirche, geweiht dem Apostel Bartholomäus. Die Kirche ist aus der Kapelle des Schlosses hervorgegangen. Das Langhaus birgt drei Kirchenschiffe und wird mit einer halbrunden Apsis verlängert. Diese ist mit drei Fenstern ausgestattet, die wie die Fenster des Langhauses rundbogenförmig gestaltet sind. Das Erdgeschoss des Glockenturms, der vor dem Langbau emporragt, ist als Eingangsvorbau nach drei Seiten über Rundbögen offen. Die Eingangstür ist mit einem Wappenschild verziert, das eine Raute zeigt und von einem Helm überragt wird, der eine gotische Inschrift trägt. Das erste Geschoss des Glockenturms wird von Rundbogenfenstern an allen drei Seiten ausgeleuchtet. Darüber zeigt eine Turmuhr den Passanten die Zeit. Auf der obersten Ebene besitzt der Turm Schallöffnungen an allen Seiten in Form von rundbogenförmigen Doppelfenstern. Sein polygonaler Turmhelm ist mit Schiefer gedeckt.[7] Die Kirche birgt im Inneren eine Orgel aus der zweiten Hälfte des 19. Jahrhunderts mit einem neo-klassischen Prospekt. Sie ist zwischen 1860 und 1865 vom Baron de Cauna an die Kirchengemeinde gestiftet worden und ihr instrumentaler Teil ist seit dem 1. April 1985 als Monument historique klassifiziert.[8]

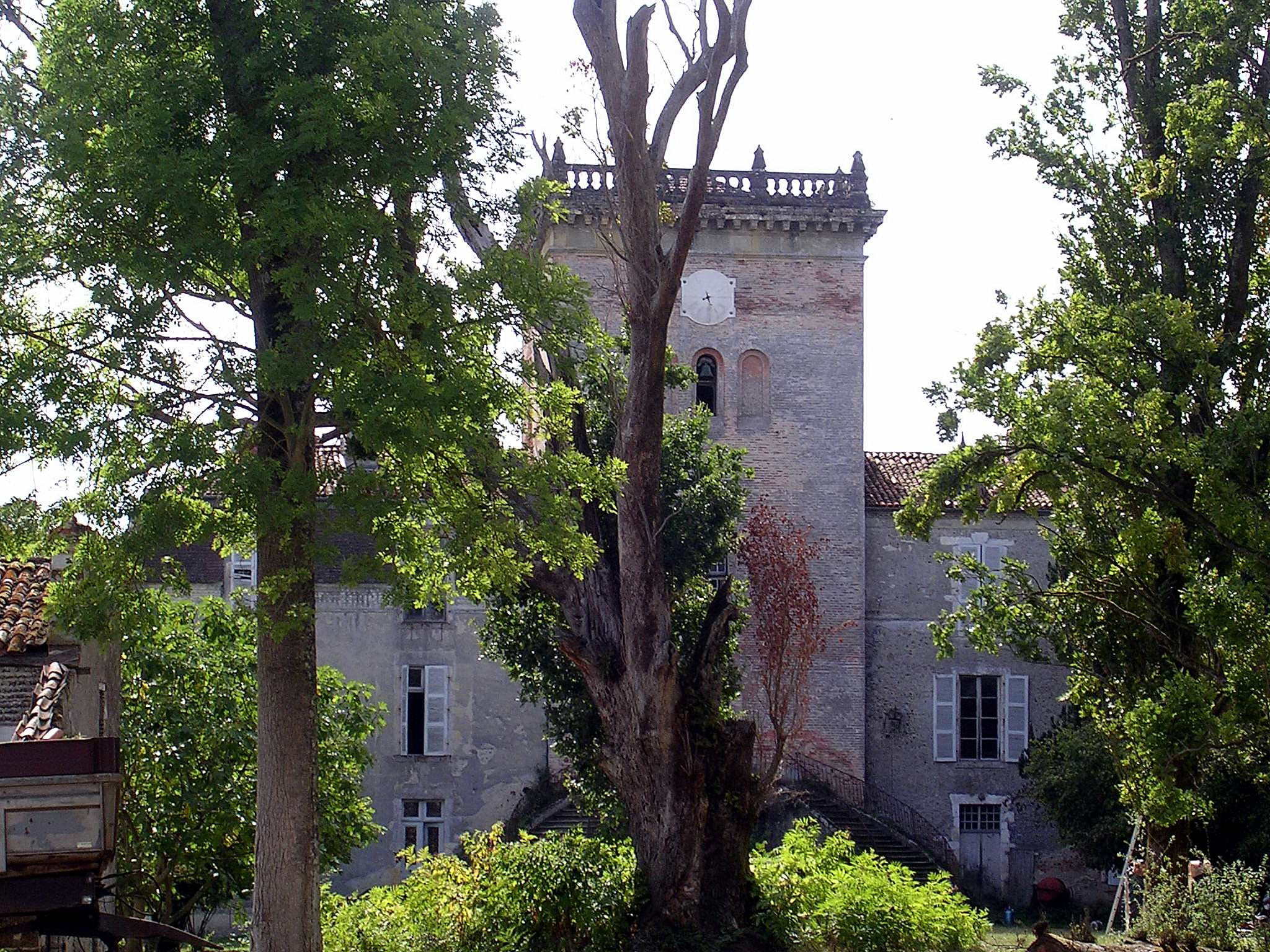
Schloss Cauna

- Schloss Cauna. Die erste Burg wurde im 12. Jahrhundert vom Jüngsten der vizegräflichen Familie von Marsan errichtet. Die Auseinandersetzungen der Fronde gingen nicht spurlos an dem Anwesen vorüber. Die Truppen des Prince de Condé hielten die Burg besetzt, als die Truppen des Königs sie erstürmten und sie dabei fast ganz zerstörten. Von der ursprünglichen Burg ist noch der 20 m hohe, viereckige Turm übrig geblieben, der zwischen dem 17. und dem 18. Jahrhundert umgestaltet wurde. Er ist hierbei aus rosa Ziegelsteinen gemauert worden, einem Baustoff, der seit dem 14. Jahrhundert verwendet wird. Der Turm wird von außen über eine hufeisenförmige Truppe betreten. Der Wohntrakt ist im 18. Jahrhundert neu gebaut worden. Das Schloss befindet sich heute immer noch im Besitz der Familie Cauna.[9]

## Wirtschaft und Infrastruktur
Die Wirtschaft der Gemeinde fußt nicht nur auf der Landwirtschaft mit ihrer Mischkultur, sondern auch auf Tourismus und Gastronomie.

### Bildung
Die Gemeinde verfügt über eine öffentliche Vor- und Grundschule mit 47 Schülerinnen und Schülern im Schuljahr 2017/2018.

### Verkehr
Cauna ist erreichbar über die Routes départementales 352, 364, 365 und 924, der ehemaligen Route nationale 124.